# Fumaria densiflora
Espèce
Fumaria densiflora, la fumeterre à fleurs serrées, est une espèce de plantes à fleurs dicotylédones de la famille des Papaveraceae. C'est une plante herbacée originaire de l'Ancien Monde.
Cette annuelle est une mauvaise herbe des cultures, notamment de céréales. Elle est classée parmi les plantes messicoles.

## Description
La fumeterre à fleurs serrées est une plante herbacée, annuelle ou bisannuelle, à port dressé ou ascendant, à tiges ramifiées, pouvant atteindre de 10 à 60 cm de haut.
Les feuilles, alternes (disposées en rosette à la base), de couleur vert glauque, glabre, sont très découpées en lanières étroites linéaires (pennatiséquées).
Les inflorescences sont des grappes très denses, groupant de nombreuses fleurs. Les fleurs ont une corolle en tube, de 3 à 6 mm de diamètre, de couleur rose pourpre vif.
Les fruits sont des akènes, presque globuleux, de couleur brun-gris, d'environ 2 à 2,5 mm de long et de large,.

## Distribution
L'aire de répartition originelle de Fumaria densiflora comprend l'Europe méridionale et occidentale, de la France et l'Espagne jusqu'à la Grèce et la Bulgarie, l'Afrique du Nord (Maroc, Algérie, Tunisie, Libye, Égypte) et l'Asie occidentale jusqu'à l'Asie centrale, de la Turquie au Turkménistan et à l'Iran.
L'espèce a été introduite en Europe du Nord (Allemagne, Pays-Bas, Scandinavie), en Australie et en Amérique du Sud,.

## Taxinomie

### Synonymes
Selon Catalogue of Life (4 juin 2016) :
- Fumaria calycina Bab.,
- Fumaria densiflora subsp. micrantha (Lag.) Maire & Weiller,
- Fumaria littoralis Dumort.,
- Fumaria micrantha Lag.,
- Fumaria micrantha var. dubia (Pugsley) Pugsley,
- Fumaria micrantha f. dubia Pugsley,
- Fumaria micrantha var. littoralis (Dumort.) Rouy & Fouc.,
- Fumaria obtusisepala Pugsley,
- Fumaria officinalis var. densiflora Parl.,
- Fumaria officinalis var. micrantha (Lag.) Arch.,
- Fumaria vulgaris var. aegyptiaca Steinh.

### Liste des sous-espèces
Selon Tropicos (4 juin 2016) :
- sous-espèce Fumaria densiflora subsp. micrantha Maire & Weiller